# Maschinenfabrik Reinhausen
Koordinaten: 49° 1′ 54″ N, 12° 6′ 29,7″ O

Erdschlusslösch-Tauchkernspule

Die MR Maschinenfabrik Reinhausen GmbH ist ein mittelständisches Unternehmen mit Sitz im Regensburger Stadtteil Reinhausen, das unter anderem Laststufenschalter für Leistungstransformatoren produziert.

## Geschichte

### Frühe Gründungsphase
1868 in Sallern wurde der Grundstein des Unternehmens mit der Gründung eines Reparaturbetriebs zur Herstellung von Voll- und Spaltgattersägen gelegt. Dieser Betrieb wurde am 24. Januar 1891 von Carl und Katharina Dänner erworben und in Carl Dänner Maschinenfabrik umbenannt. Nach dem Tod von Carl Dänner verkaufte die Witwe Katharina Dänner das Unternehmen zu gleichen Teilen an ihre Tochter Therese und deren Ehemann Andreas Scheubeck, einen in der Reparatur von Holzbearbeitungsmaschinen erfahrenen Mechaniker. Am 23. April 1901 erfolgte schließlich die Umfirmierung in Maschinenfabrik Reinhausen Andreas Scheubeck. Der Erste Weltkrieg unterbrach die positive Entwicklung des Unternehmens und man musste die Produktion umstellen auf Fahrradteile, Armaturen, Fensterrahmen für Eisenbahnwagen und Schiffe. Man begann sogar, sich mit dem Bau von Flugzeugen zu beschäftigen. Treibende Kräfte waren die beiden Söhne Oskar und Richard Scheubeck, jedoch blieben durchgreifende Erfolge aus. In dieser Situation kam man in Kontakt mit Bernhard Jansen, einem Ingenieur, der 1928 von Hannover zugezogen in Regensburg als technischer Direktor der Oberpfalzwerke den Dienst begonnen hatte. Er suchte in Regensburg einen Betrieb, der Zahnräder in hoher Qualität herstellen konnte, die er zum Bau von Prototypen des von ihm erfundenen Widerstands-Schnellschalters benötigte. Oskar Scheubeck nahm den Auftrag an und lieferte in kurzer Zeit die Zahnräder in gewünschter Qualität.

### Patentierung des Widerstands-Schnellschalters und die Zusammenarbeit Scheubeck – Jansen
Die heutige Grundlage aller weltweit hergestellten Widerstands-Schnellschalter stellt das von Bernhard Jansen am 13. Juli 1926 angemeldete, aber erst am 6. April 1929 veröffentlichte Patent zur unterbrechungslosen Umschaltung unter Last durch zwei gegenläufig bewegte Leistungsschalter mit Vorkontakten dar. Zeitgleich mit der Veröffentlichung seiner grundlegenden Patente konnte Jansen auch die erforderlichen Prototypen liefern. Als Vorstandsmitglied der Oberpfalzwerke, ansässig in Regensburg, konnte er die Aufträge zur Herstellung der Schalterprototypen an das Unternehmen der Gebrüder Scheubeck vor Ort vergeben. Während des Zweiten Weltkrieges verstarb der Firmengründer Andreas Scheubeck. Nach dem Krieg entwickelte sich die wirtschaftliche Lage in Deutschland schwierig, jedoch war die Firma zunächst mit einfachen Reparaturen und Fertigungen mechanischer Geräte ausgelastet.
Dann bot Jansen der Firma der Gebrüder Scheubeck die Übernahme der Stufenschalterfertigung für die deutschen Transformatorenfabriken an.
Am 28. Dezember 1951 kam es zum Abschluss des schriftlichen Lizenzvertrags mit Jansen. Mit dieser Vereinbarung und dem Beitritt der Tochter Magdalena Jansen 3 Jahre später, wurde die Gebr. Scheubeck KG zum ersten und einzigen vom Trafobau unabhängigen Lizenznehmer. In den Folgejahren verstarben Jansen (1958) und auch Richard Scheubeck (1961). In den folgenden wurde das Unternehmen von Oskar Scheubeck und seinem Sohn Egon Scheubeck technologisch und in der Gesellschafterstruktur entscheidend umgestaltet. 1988 erfolgte die Trennung von Kapital und Management. Seit 1988 sind die industriellen Aktivitäten in der Maschinenfabrik Reinhausen GmbH gebündelt.

### Unruhe in den frühen 1970er Jahren
Unter der Belegschaft versuchte in den frühen 1970er Jahren die Sozialistische Betriebsgruppe Regensburg bzw. in ihrer Nachfolge der Arbeiterbund für den Wiederaufbau der KPD Fuß zu fassen, indem mittels betrieblicher Agitationsschriften Anliegen der Belegschaft aufgegriffen wurden.

### Produktion und Gründung ausländischer Tochtergesellschaften
Nach dem unerwarteten Tod von Jansen übernahm die MR die Aufgabe der technischen Fortentwicklung des Widerstands-Schnellschalters selbst. Angesichts des bereits sehr hohen Exportanteils sowie besonderer Wachstumsperspektiven einzelner Auslandsmärkte wurde die Gründung von Tochtergesellschaften zum aktiven Strategieelement. Den Anfang machte 1980 die MR do Brasil. Acht Jahre darauf folgte Australien, gefolgt von Reinhausen Manufacturing (USA). Im wichtigen europäischen Markt Italien wurde 1993 die Servicevertretung übernommen, die seitdem als Reinhausen Italia firmiert. Weitere Meilensteine auf dem Weg zu einem global tätigen Unternehmen waren die Gründungen zweier Joint Venture Gesellschaften in China (Guangdong MR) und Indien (Easun-MR) im Jahre 1996. Zuletzt wurde 1997 in Malaysia die Reinhausen Asia-Pacific gegründet.
1989 eröffnete sich dann die Möglichkeit zur Übernahme der Stufenschalterfertigung von Siemens, einem der größten und traditionsreichsten Wettbewerber gegen Gewährung einer Minderheitsbeteiligung und gleichzeitiger Sicherstellung der Unabhängigkeit des Unternehmens. Bereits 1997 hatte die MR ein von Siemens auf Blindleistungskompensation spezialisiertes Ingenieurbüro in Erfurt übernommen, das zwischenzeitlich zum Geschäftsfeld Power Quality Management (PQM) ausgebaut worden ist. 1999 wurde die Messko Albert Hauser GmbH & Co. KG, ein Hersteller von Messgeräten für Trafos, erworben.

## Produkte
Laststufenschalter (On-Load Tap Changer, kurz OLTC) für Regeltransformatoren
- OILTAP Laststufenschalter
- VACUTAP (R) Laststufenschalter

Gridcon Regelbare Ortsnetztransformatoren
Elektronik
- Monitoring
- Spannungsregler

Umsteller
- Spannungsumsteller für Öltransformatoren

Zubehör
- Druckentlastungsventile
- Ölfilteranlagen
- Ölstandanzeiger
- Luftentfeuchter
- mechanische und digitale Thermometer
- Motorantriebe für Laststufenschalter
- ReCoTec-Verbundisolatoren
- Rotafil-Isolierrohre aus glasfaserverstärktem Kunststoff

Software
- MR-CM Manufacturing Execution System

## Standorte und Tochtergesellschaften
Neben dem Hauptsitz in Regensburg besitzt die MR darüber hinaus weitere Standorte im In- und Ausland. Zu den Service- und Vertriebsgesellschaften gehören:
- Reinhausen Luxemburg S.A.
- Reinhausen Canada INC. (Brossard, Québec)
- Reinhausen Mexico (Santa Rosa Jauregui, Queretaro)
- Reinhausen Espana S.L. (Madrid)
- Reinhausen France SAS (Cusset)
- Reinhausen Italia S.r.l (Mailand)
- Reinhausen Middle East FZE (Dubai)
- Reinhausen Australia Pty. Ltd. (Sydney)
- Reinhausen Asia-Pacific Sdn. Bhd (Kuala Lumpur, Malaysia)
- OOO MR (Moskau, Russland)
- Reinhausen South Africa (Pty) Ltd. (Johannesburg)
- Iran Transfo After Sales Services Co. (Zandschan)
- Reinhausen Korea Ltd. (Seoul)
- MR Japan Corporation (Yokohama)
- MR China Ltd. (Shanghai) und
- MR Asia (Hongkong)
- MR do Brasil Indústria Mecánica Ltda. (São Paulo)

Zu den Produktionsgesellschaften zählen:
- Messko GmbH (Oberursel)
- Reinhausen Manufacturing Inc. (Humboldt, Tennessee, USA)
- Easun-MR Tap Changers (P) Ltd. (Chennai, Indien)
- Guangdong MR OLTC Ltd. (Guangzhou, China) und
- Jiangsu MR Manufacturing Co., Ltd. (Suzhou, China)
- Hans von Mangoldt GmbH (Aachen)

Im Rahmen der Prüf- und Messtechnik gehört das Unternehmen Highvolt Prüftechnik Dresden GmbH zur MR-Gruppe. Seit 2004 widmet sich die Reinhausen Plasma GmbH, der Plasmabehandlung von dreidimensionalen Objekten bei Atmosphärendruck. Die Reinhausen Power Composites GmbH produziert Isololierrohre und hohle Verbundisolatoren aus glasfaserverstärktem Kunststoff.

### Reinhausen Plasma GmbH
2002 wurde die Reinhausen Service GmbH gegründet, die im März 2004 zur Reinhausen Plasma GmbH (RP) umfirmiert wurde und zu 100 % in MR-Besitz war. Mit der Eröffnung einer Geschäftsstelle 2005 widmete sich RP der Entwicklung neuer Anwendungsmöglichkeiten auf dem Gebiet der Plasmatechnologie.
Aufgeteilt in die drei Geschäftsbereiche Plasma Coating, Plasma Systems und Consumer Applications, bietet RP kalt-aktive Plasmaanlagen für die industrielle Oberflächenbeschichtung, -vorbehandlung, Aktivierung und Reinigung von Oberflächen sowie den Einsatz von Plasmamodulen zur Geruchsneutralisierung und Entkeimung.
Ende 2009 begann die Markteinführung des plasmadust-Verfahrens, es können 2- und 3-dimensionale Bauteile aus Werkstoffen ohne Lösemittel direktbeschichtet und metallisiert werden. Im Jahr 2014 wurde die Reinhausen Plasma GmbH im Rahmen eines Management-Buy-outs in die Relyon Plasma GmbH überführt. Schwerpunkt ist die atmosphärische Plasmatechnologie.

### Highvolt Prüftechnik Dresden GmbH
Die Ursprünge der Highvolt Prüftechnik Dresden GmbH gehen auf die Gründung des Unternehmens „Spezialfabrik für wissenschaftliche Apparate und Instrumente“ (später Koch & Sterzel) durch Franz Joseph Koch und Karl August Sterzel im Jahre 1904 zurück. Basierend auf einigen Patenten zum Aufbau von ölpapierisolierten Hochspannungswicklungen entstand ein Unternehmen, das Hochspannungstransformatoren, Wandler und Transformatoren für Röntgenapparate lieferte. 1945 kam es zur Verstaatlichung der Koch & Sterzel AG in das VEB Transformatoren- und Röntgenwerk Dresden (TuR). Nach dem Aufkauf der TuR durch die Siemens AG erfolgte die Ausgliederung der Hochspannungsprüftechnik unter dem Namen Highvolt Prüftechnik Dresden GmbH und die Eintragung ins Handelsregister im Jahr 1995. 2002 übernahm die Maschinenfabrik Reinhausen 75 % der Geschäftsanteile der Highvolt Prüftechnik Dresden GmbH und stockte diese zu Beginn des Jahres 2003 zu 100 % auf. 2016 wurde die Highvolt Prüftechnik Dresden GmbH mit dem Top-100-Siegel als eines der innovativsten Unternehmen im deutschen Mittelstand ausgezeichnet.

### JE PlasmaConsult GmbH
Die JE PlasmaConsult GmbH wurde 1993 als Spin-Off des Forschungszentrums für Mikrostrukturtechnik (fmt) der Bergischen Universität Wuppertal mit dem Ziel gegründet, die Plasmatechnik als Verfahren zur industriellen Oberflächenbehandlung bereitzustellen. Schlüsselkomponenten hierfür sind (Niederdruck-)Plasmaanlagen und -quellen unterschiedlicher Konstruktionsprinzipien sowie Plasmadiagnostiksysteme wie Langmuir-Sonden und Mikrowellen-Interferometer. Weitere Geschäftsfelder sind die Lohnbeschichtung sowie die Prozessentwicklung im Bereich der Plasmatechnologie. Seit September 2006 ist die JE PlasmaConsult GmbH ein Tochterunternehmen der Maschinenfabrik Reinhausen.

### Reinhausen Power Composites GmbH
Die Maschinenfabrik Reinhausen produziert seit mehreren Jahrzehnten Isolierrohre aus glasfaserverstärktem Kunststoff, zunächst für ihre eigenen Laststufenschalter. Im Laufe der Zeit wurde ein zunehmender Teil der produzierten Rohre an Fremdfirmen geliefert, die diese unter anderem als Isoliergehäuse für Hochspannungsgeräte, als Tragrohre für elektrische Spulen oder als Isolierwellen an rotierenden Maschinen einsetzten. Später nahm die MR selbst die Produktion von hohlen Verbundisolatorren auf.
Am 1. August 2009 wurde der gesamte Geschäftsbereich in eine eigenständige Gesellschaft ausgegliedert, die Reinhausen Power Composites GmbH. Sie ist eine 100%ige Tochtergesellschaft der Maschinenfabrik Reinhausen.

### Hans von Mangoldt GmbH
Das Aachener Unternehmen MANGOLDT entwickelt, konstruiert und fertigt anwendungsspezifische Drosseln mit Eisenkern oder Luftkern, die in elektrischen Netzen auf der ganzen Welt für höchste Sicherheit und Effizienz sorgen.
Im Jahr 2017 wurden 100 % der Anteile durch die Reinhausen Gruppe Regensburg übernommen.

## Persönlichkeiten
- Egon Scheubeck, Geschäftsführer von 1972 bis 1991
- Harro Lührmann, Technischer Geschäftsführer von 1989 bis 2005
- Nicolas Maier-Scheubeck, Geschäftsführer seit 1996